# Claudio De Vincenti
Pour les articles homonymes, voir Vincenti.
Claudio De Vincenti (né le 28 octobre 1948 à Rome) est un homme politique italien, du Parti démocrate, vice-ministre du gouvernement Renzi au Développement économique. Il a été également membre du cabinet du gouvernement Monti et du gouvernement Letta. Le 10 avril 2015, il devient secrétaire d'État à la Présidence du Conseil des ministres, succédant à Graziano Delrio. Le 12 décembre 2016, il devient ministre pour la Cohésion territoriale et le Mezzogiorno dans le gouvernement Gentiloni.